# Levichelifer fulvopalpus
Levichelifer fulvopalpus är en spindeldjursart som först beskrevs av Clarence Clayton Hoff 1946.  Levichelifer fulvopalpus ingår i släktet Levichelifer och familjen tvåögonklokrypare. Inga underarter finns listade i Catalogue of Life.